# Compañía Peninsular de Teléfonos

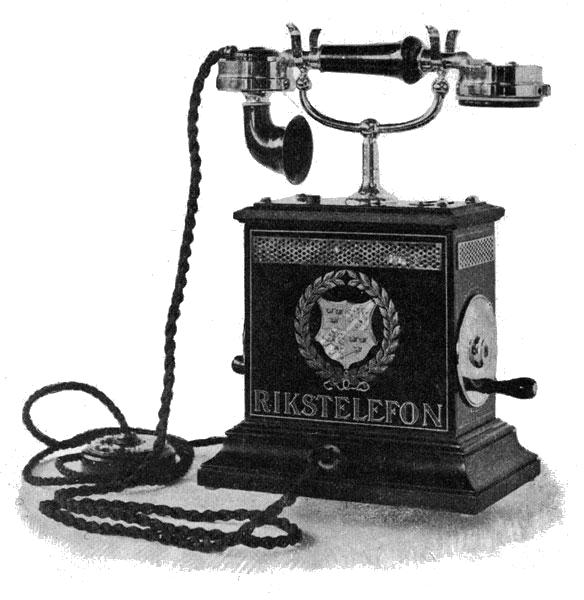
Un aparato de teléfono de 1896.

La Compañía Peninsular de Teléfonos fue una primitiva empresa española de telecomunicaciones. Fundada en 1894 en Barcelona, se fusionó en 1924 con la CTNE mediante decreto de la Dictadura de Primo de Rivera.

## Historia

### Inicios
La Compañía Peninsular de Teléfonos fue fundada en 1894 por L. Martí-Codolar i Gelabert, M.M. Pascual de Bofarull y Eduardo Parellada Pallás. De 42 redes telefónicas de compañías privadas que existían en 1897, la Compañía Peninsular de Teléfonos, de origen catalán, destacaba con cinco concesiones (Bilbao, Mataró, Sabadell, Santander y Valls) y 1.728 abonados, aunque las más grandes por el número de abonados eran  la Sociedad General de Teléfonos de Barcelona (2.479 abonados); la Compañía Madrileña de Teléfonos (1.681 abonados) y la empresa de Antonio Mompó en Valencia (961 abonados). En 1905 la Compañía Peninsular de Teléfonos se hacía con dos nuevas concesiones, las de Martorell y Palamós y sumaba siete. Una importante operación empresarial hizo que en 1908 las redes de Barcelona y Madrid pasasen a manos de la Compañía Peninsular de Teléfonos. En 1909 controlaron también las de Tarragona y Manresa, aunque perdieron la de Santander, que se había municipalizado. De los 21.239 abonados de las compañías concesionarias de 1909, 10.202 lo eran de la Compañía Peninsular de Teléfonos, prácticamente el 50%.

### Monopolio de líneas interurbanas
Como repuesta al complejo desarrollo de las telecomunicaciones, la Ley de Ordenación de las Telecomunicaciones de 1907 o ley De la Cierva (de 26 de octubre de 1907) y los sucesivos reglamentos que la desarrollaron (Reglamento Orgánico de Cuerpos de Telégrafos, de 24 de septiembre de 1908; Reglamento de 1914, de 30 de junio; Reglamento de 1920) contemplaban para la Compañía Peninsular de Teléfonos el monopolio de las líneas interurbanas en España (art. 18), a diferencia de las líneas urbanas, que quedaban en manos de ayuntamientos u otras compañías, previo concurso.
Con el paso de los años, la Compañía Peninsular fue absorbiendo otros concesionarios de servicios de telefonía. Por ejemplo, en 1912 la Compañía Peninsular absorbió a la Compañía Ibérica de Redes de Telefónicas, que incluía la concesión de Jerez de la Frontera (Cádiz).

### Final
El 19 de abril de 1924 se aprobó el Decreto de constitución de la nueva Compañía Telefónica Nacional de España (CTNE), que nacía con voluntad de uniformar las telecomunicaciones. La decisión del Gobierno del general Miguel Primo de Rivera buscaba crear un auténtico monopolio, que en este caso se puso en manos de ITT. El 19 de octubre de 1924 se inscribía en el Registro Mercantil de Madrid el acuerdo de fusión de la Compañía Peninsular de Teléfonos con la CTNE, por el que se incorporaban los activos de la primera a la CTNE desde el 3 de enero de 1925. El acuerdo fue suscrito en nombre de la CTNE por Lewis J. Proctor y por la Compañía Peninsular por Javier Martí-Codolar y Pascual. La fusión por incorporación fue realizada mediante el canje de las acciones de la sociedad por acciones de la CTNE, mientras que las acciones preferentes que no fueron canjeadas quedaron extinguidas y amortizadas, obligándose la CTNE al reintegro de su valor.

## Dirección y sede
En 1911 estrenó sede en el desaparecido inmueble de la calle de Alcalá, número 1, junto a la Puerta del Sol de Madrid. Su director era Enrique Parellada Pallás.